# Drogman

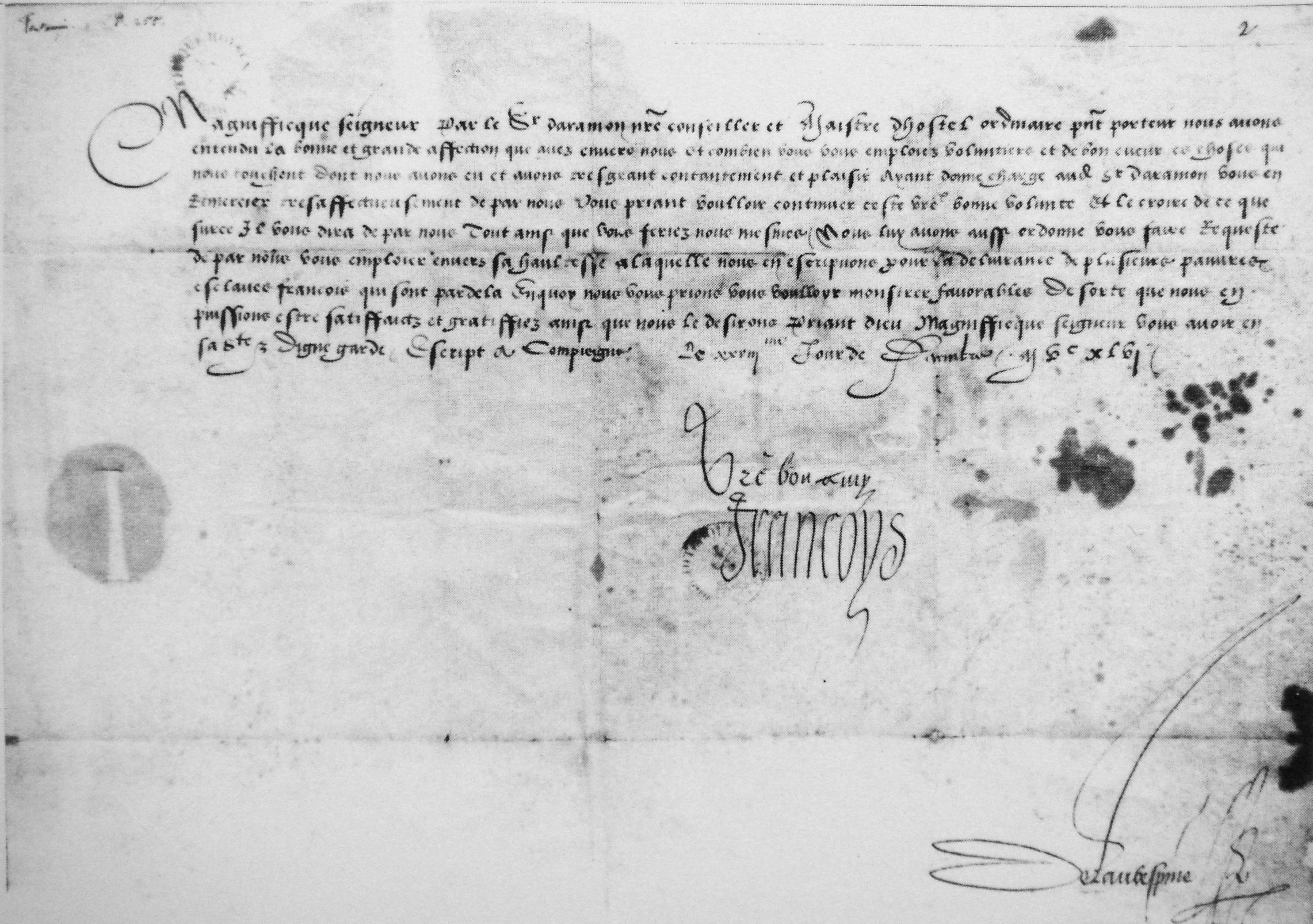
Lettre de à Janus Bey, drogman de Soliman le Magnifique.

Drogman est le terme utilisé en Orient pour désigner un interprète. Ce mot, utilisé entre les XIIe et XXe siècles, désignait à la fois les interprètes au service des Européens chargés des relations avec le Proche et Moyen-Orient et les fonctionnaires au service de l'administration ottomane, souvent d'origine grecque. Il en existait plusieurs classes, assumant toujours des fonctions de traduction, mais parfois aussi de chargé de mission, négociateur, intermédiaire. Le mot n'est cependant plus utilisé.

## Étymologie
Le mot vient de l'hébreu תורגמן (« traducteur, interprète ») et de l'arabe ترجمان, tourdjoumân c.-à-d. « traducteur », qui a aussi donné en français « truchement », par le biais de la racine sémitique trgm, et se trouve aussi à l'origine du patronyme Tordjman.
L'étymologie de tourdjoumân pourrait remonter au mot targumannum (« interprète ») présent dans les tablettes cunéiformes akkadiennes de Kültepe/Kanesh (Kayseri) au début du IIe millénaire avant notre ère. Il dériverait du verbe hittite tarkummai- (« annoncer, traduire »). La racine signifiant « interprète » existe aussi en kartvèle (géorgien notamment), sous la forme tardjimin ainsi qu'en arménien sous la forme targman : on ne peut donc pas exclure qu'il s'agisse d'un mot voyageur utilisé (un même terme participant à plusieurs langues) dont l'origine pourrait tout aussi bien être sémitique qu'indo-européenne, hourrite ou même kartvèle, c'est-à-dire l'une des familles linguistiques anciennement présentes sur les rivages orientaux de la mer Noire et autour du lac de Van (voir Urartu).[réf. nécessaire]

## Drogmans au service des Occidentaux

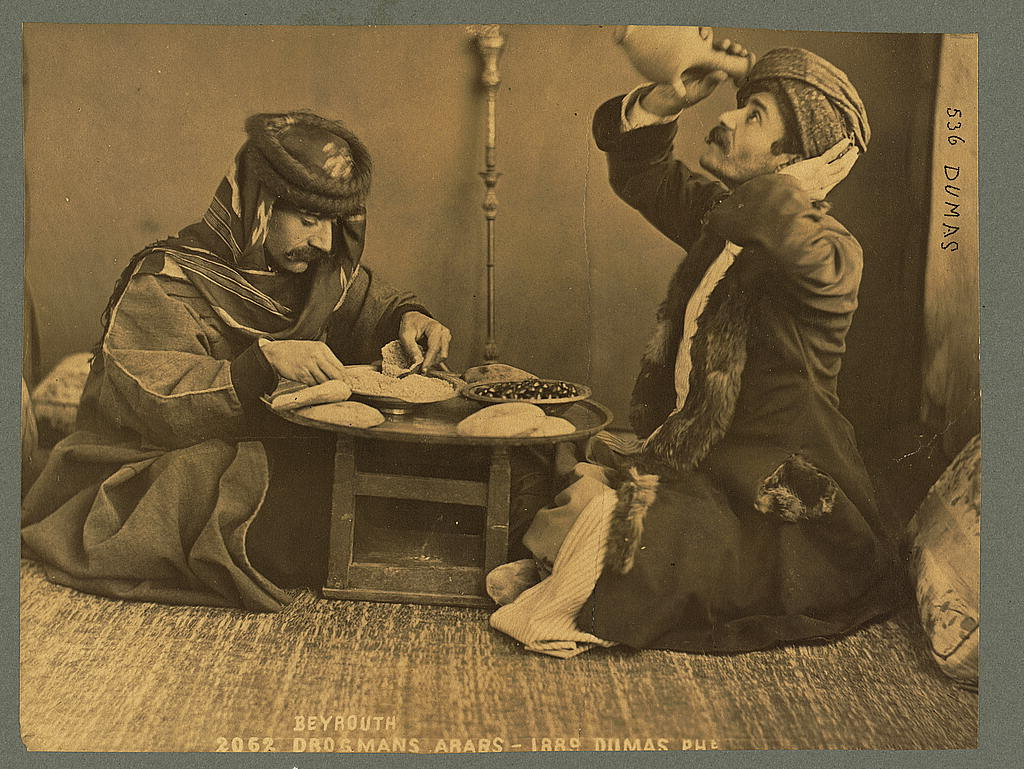
Drogmans arabes à Beyrouth (1889)

Cette fonction a son origine historique dans les croisades et les besoins des États latins de Palestine.
Au service des puissances occidentales, ils accompagnaient les diplomates et les négociants dans leurs relations avec les Orientaux. Ils résidaient auprès de l'ambassade ou dans les consulats.
Certaines familles de Constantinople monopolisaient les postes de drogmans dans la capitale et dans les échelles du Levant. De véritables dynasties de jeunes de langues, de drogmans et de diplomates se sont formées, tels les Chabert, Amico, Crutta, Dantan, Deval, Fleurat, Fonton, Fornetti, Pisani, Roboly, Salvago, Tarsia, Testa, Timoni ou Wiet.
Arnold von Harff, chevalier allemand du 15e siècle voyageant en Orient entre 1496 et 1499, décrit ainsi son drogman, qu'il avait recruté à Venise et qu'il dénommait Maitre Vincent, qui était un ancien chrétien converti à l'islam :

« Il connaissait de nombreuses langues, le latin, le lombard, l'espagnol, le wende, le grec, le turc, un excellent arabe, [...] Je devais le payer 2 ducats par mois, en plus de la nourriture et de la boisson, et 100 ducats en cadeau. En contrepartie, il devait me conduire de Venise au Caire, en continuant jusqu'à Sainte-Catherine, et à travers toutes les terres païennes jusqu'à Jérusalem. Item, dès que j'ai conclu mon contrat avec lui, il est parti acheter toutes les fournitures dont nous aurions besoin pur le voyage en galée. »

— Arnold von Harff
De plus, ce Maitre Vincent réussit à déguiser plusieurs fois Arnold von Harff en Sarrasin, pour lui permettre de visiter des lieux interdits aux chrétiens. -.

### Drogmans ou Dragomans employés par le ministère des Affaires étrangères français

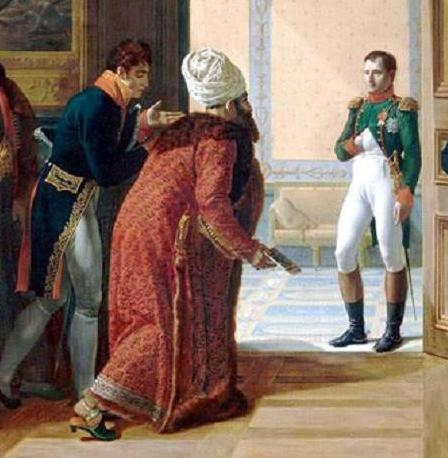
Pierre Amédée Jaubert (à gauche) est devenu au cours de la campagne d'Égypte le conseiller orientaliste et drogman préféré de Napoléon. Il accompagne ici le mirza (prince) Mohammed Reza de Qazvin, ambassadeur de Perse, au château de Finckenstein lors de sa rencontre avec Napoléon le 27 avril 1807 pour le traité de Finckenstein. Détail d'un tableau de François Mulard.

Dans le système consulaire français, ils étaient nommés par le roi parmi les élèves drogmans employés en Orient. Les élèves drogmans étaient nommés par arrêté du ministre des Affaires étrangères et choisis parmi les élèves de l'École des jeunes de langues. Ces élèves drogmans employés au Levant et les jeunes de langues entretenus à Paris ne dépassaient pas le nombre de 12.
En 1626, les Capucins français ont repris une initiative de la république de Venise qui envoyait de jeunes Vénitiens étudier à Constantinople, les Giovani di lingua, et ont créé à Constantinople une école qui enseignait le français, le turc, le latin, l'italien et le grec vulgaire. Grâce à cette école a été constitué le premier noyau de drogmans au service de la France. En 1669, Jean-Baptiste Colbert a créé à Constantinople une école de drogmans, l'école des Jeunes de langue. Au XVIIIe siècle on a demandé à ces étudiants de traduire en français des textes de toute nature pour la Bibliothèque du Roi.
Avant la Révolution française on confiait rarement la fonction de drogman à des Français. Ce système confiant à des mercenaires les intérêts diplomatiques de la France a conduit à des trahisons de secrets diplomatiques pendant la Révolution.

## Drogmans au service de l'empire ottoman
Ces fonctionnaires étaient souvent recrutés au sein de la communauté phanariote.

### Grand drogman
Le fonctionnaire chargé des relations diplomatiques ottomanes à Constantinople était appelé « drogman de la Porte » ou « Grand drogman » ou « drogman du Divan ». La fonction fut créée en 1669 afin de remplacer les différents traducteurs utilisés jusqu'alors par un interprète unique, qui occupa ainsi une position privilégiée en tant qu'intermédiaire entre le gouvernement et les puissances occidentales. Le premier Grand dragoman fut Panagiótis Nikoússios.

### Drogman de la Flotte
Le titulaire était un collaborateur de l'amiral de la flotte ottomane, le capitan pacha, auquel étaient attribués les revenus de la plupart des îles de l'Égée. Il jouait donc un rôle d'intermédiaire entre le capitan pacha et la flotte (en grande partie composée de Grecs), mais aussi entre celui-ci et ses administrés, et pouvait gérer la levée des impôts. La revente des postes administratifs dépendant de la Flotte (gouvernance des îles par exemple) et les profits liés à cette position privilégiée rendaient la charge très lucrative.

### Dragomans des principautés vassales
Dans les principautés danubiennes, chrétiennes mais vassales des Ottomans, cet office est devenu le dragoman, synonyme d'ambassadeur, placé sous l'autorité du spătar, chef de la garde princière, dérivé du grec σπαθάριος - spatharios, prétorien impérial byzantin.

### Drogmans à Chypre
La fonction de drogman à Chypre est établie au début de la domination ottomane. Cette fonction est abolie en 1821 lors de la Révolution grecque.
Les drogmans avaient un rôle d'intermédiaire entre le Pacha et la population de l'île. Ils représentaient donc  la plus importante autorité politique après le pouvoir ottoman. Durant les premières années de la domination ottomane, la fonction était assurée par des étrangers ou des Francs parlant grec, avant qu'elle ne revienne à des Chypriotes grecs orthodoxes.
Le plus célèbre des drogmans chypriotes est Hadjigeorgakis Kornesios (en), qui fut exécuté par les Ottomans en 1809.

## Colonisation ettruchements
Lors de la colonisation de l'Amérique et de l'Afrique, on appelait truchements les interprètes qui servaient d'intermédiaires avec les peuples autochtones. Le terme est une déformation française de l’arabe tourdjoumân qui a donné drogman. 
Les marchands européens avaient pris l'habitude, lors de leurs expéditions, de laisser de jeunes matelots parmi les peuples des côtes africaines et américaines pour qu'ils puissent apprendre les langues locales et rassembler des informations sur les autochtones. Les Français eurent recours à des truchements en Floride, avec notamment François de La Caille et Pierre Gambie. Plus au nord, en Nouvelle-France, Étienne Brûlé, Nicolas Perrot et Nicolas Marsolet ont aussi joué ce rôle.